# Anoplodactylus lagenus
Anoplodactylus lagenus is een zeespin uit de familie Phoxichilidiidae. De soort behoort tot het geslacht Anoplodactylus. Anoplodactylus lagenus werd in 1983 voor het eerst wetenschappelijk beschreven door Nakamura & Child. 